# Kerk van Ruigahuizen
De kerk van Ruigahuizen is een niet meer bestaande kerk in de Friese plaats Ruigahuizen, die omstreeks het midden van de 18e eeuw werd afgebroken.

## Beschrijving
De kerk van Ruigahuizen werd al in 1421 genoemd. Het gebouw werd in 1721 getekend door de kopiist Jacobus Stellingwerff (1667–1727). Op de tekening uit 1721 heeft Stellingwerff een vrij van de kerk staande klokkenstoel met schilddak afgebeeld.

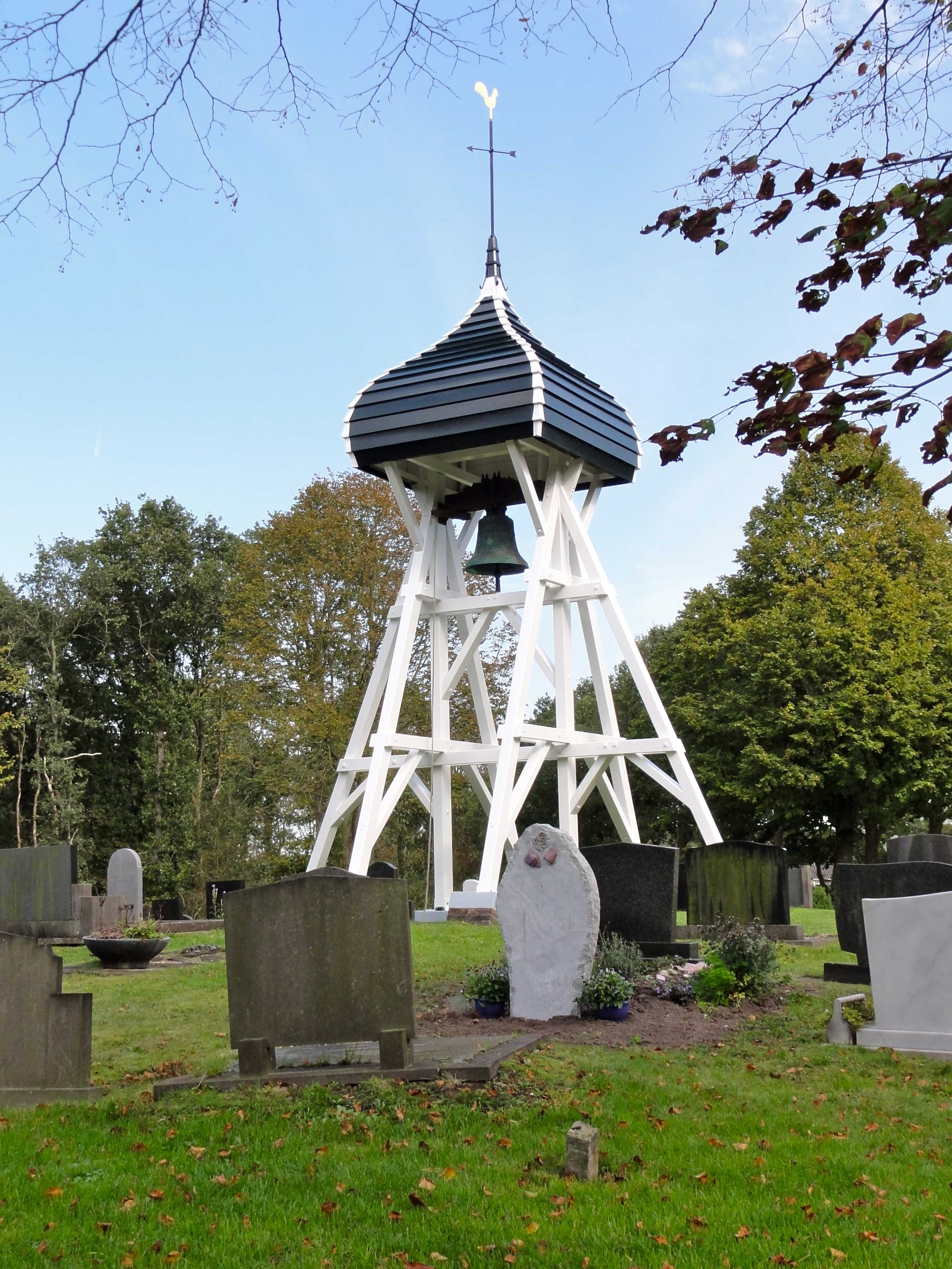
Klokkenstoel op de begraafplaats van Ruigahuizen

De oude klokkenstoel werd in 1920 afgebroken en in 1956 vervangen door een nieuw exemplaar. In de nieuw gebouwde klokkenstoel werd de oude klok gehangen. Deze klok was in 1746 gegoten door Ciprianus Krans uit Amsterdam. Deze klok had de Tweede Wereldoorlog overleefd, maar werd in 1975 gestolen. In 1979 werd de klokkenstoel vernieuwd en werd een nieuwe klok gekocht, die in 2003 werd vervangen door een zwaarder exemplaar. De klokkentoren is erkend als rijksmonument. De klokkenstoel met een helmdak staat op het kerkhof van Ruigahuizen, dat gelegen is op een terpachtig terrein aan de Tsjerkhofleane aan de westzijde van het dorp.